# Desmoscolex lanuginosus
Desmoscolex lanuginosus är en rundmaskart som beskrevs av Panceri 1876. Desmoscolex lanuginosus ingår i släktet Desmoscolex och familjen Desmoscolecidae. Inga underarter finns listade i Catalogue of Life.